# اوچانکوش (بتلیس)
اوچانکوش (به ترکی استانبولی: Uçankuş) یک منطقهٔ مسکونی در ترکیه است که در بیتلیس واقع شده‌است.